# Maria Dolors Feliu i Torrent
Maria Dolors Feliu i Torrent   (Roda de Ter, 17 de juliol de 1964) és una advocada, professora universitària i política catalana. Ha exercit d'alt càrrec a l'administració de la Generalitat de Catalunya i va ser presidenta de l'Assemblea Nacional Catalana entre el 2022 i el 2024.

## Trajectòria
Llicenciada en dret, per la Universitat Autònoma de Barcelona (UAB) el 1987, amb un postgrau en Hisenda Autonòmica i Local a la Universitat de Barcelona (1990-1991) i un mestratge en Dret Autonòmic a la UAB (1987), va exercir com a tècnica superior de l'Administració de la Generalitat l'any 1989. Entre els anys 1990 i 1994 fou cap de Secció de Recursos de l'Assessoria Jurídica del Departament d'Indústria i Energia. Des del 1994 fins ara ha estat advocada de la Generalitat de Catalunya davant del Tribunal Constitucional. Va participar en la defensa de l'Estatut d'Autonomia de Catalunya de 2006. Ha estat la responsable de coordinació d'assumptes constitucionals. Des de 1999 és professora associada de Dret Constitucional a la Universitat Pompeu Fabra. Feliu va ser militant de CDC i del subsegüent PDeCAT des del 2008 fins al 2018. Durant la seva militància va ser membre del Consell Nacional i del Consell de Barcelona, i també dels Secretariats de la Sectorial de Justícia i de la Sectorial d'Igualtat.
L'11 de gener de 2011 el Consell Executiu del Govern de la Generalitat de Catalunya va nomenar-la directora dels Serveis Consultius i Coordinació Jurídica de la Generalitat, un càrrec dependent del Departament de Presidència. Feliu ocupà aquest càrrec fins al 7 de gener de 2019, quan fou substituïda per Cèsar Puig i Casañas.
El 2015 es va presentar a la llista de Junts pel Sí a les Eleccions al Parlament de Catalunya de 2015.
El gener de 2019 el govern de la Generalitat va nomenar Dolors Feliu membre del Consell Assessor per a l'impuls del Fòrum Cívic i Social per al Debat Constituent.
Des del març de 2019 al juny de 2021, Feliu exercí de directora general de Drets i Assumptes Constitucionals.

El 21 de maig de 2022, Feliu va ser escollida per rellevar Elisenda Paluzie com a presidenta de l'Assemblea Nacional Catalana, després d'obtenir més de dos terços dels vots dels membres del secretariat nacional en primera volta.
 A les eleccions entre els socis, havia sigut la segona candidata més votada, darrere de Jordi Pesarrodona. El 1r de juny del 2024, després de cinc voltes electorals, es va elegir Lluís Llach i Grande com a successor en el càrrec.

## Publicacions
El 2013 va presentar a la seva vila natal, Roda de Ter, el Manual per la Independència un llibre on exposa la seva visió del procés d'independència que ha engegat Catalunya partint de la seva experiència personal i laboral. El setembre de 2018 va presentar el seu segon llibre, ‘Octubre al carrer’, una presentació que va comptar amb la presència del President de la Generalitat de Catalunya Quim Torra.